# The Mad Gear and Missile Kid
The Mad Gear and Missile Kid ist eine EP der US-amerikanischen Rockband My Chemical Romance, die unter ihrem Alter Ego The Mad Gear and Missile Kid veröffentlicht wurde. Die EP liegt der Special Edition des Albums Danger Days: The True Lives of the Fabulous Killjoys bei. The Mad Gear and Missile Kid ist die einzige Veröffentlichung der Band mit Michael Pedicone als Drummer. Die EP lässt sich dem Punkrock zuordnen, aber auch Einflüsse des Protopunk und vor allem des Hardcore Punk sind nicht zu überhören.

## Hintergrund
Gitarrist Frank Iero erzählte MTV, dass die Musik der EP die Musik ist, die die Killjoys aus Danger Days während ihrer Schießereien im Auto hören. In einem Interview mit Alternative Press äußerte Sänger Gerard Way den Wunsch, ein gesamtes Mad Gear and Missile Kid Album aufzunehmen.

## Cover
Das Cover zeigt einen toten Pegasos, wie er in den Videos zu Danger Days oft zu sehen und besonders auf Gerard Ways Jacke vertreten ist.

## Trackliste
1. F.T.W.W.W. – 2:27
2. Mastas of Ravenkroft – 1:44
3. Black Dragon Fighting Society – 1:37

## Kritik
The Mad Gear and Missile Kid erhielt von Kritikern durchweg positive Kritiken. Die punkige Grundstimmung und der Sound wurden hierbei besonders hervorgehoben. Ian Walker von AbsolutePunk gab der EP eine positive Kritik und sprach von einer schnellen Injektion von musikalischem Tempo, die das Blut schneller fließen lasse. Walker schrieb weiter, dass My Chemical Romance zeige, dass Musik in erster Linie Spaß machen müsse und er die Band förmlich sehe, wie viel Spaß sie bei der Aufnahme der EP gehabt hätten. Diese Stimmung ziehe sich durch das gesamte Werk.